# Organisation for National Development
Die Organisation for National Development (OND) war eine politische Partei aus Antigua und Barbuda. Sie entstand im Jahr 2003, als sich eine Gruppe von Mitgliedern der United Progressive Party abspaltete. Erster Vorsitzender der neuen Partei war Glentis Goodwin. Bei den Unterhauswahlen 2009 stellte die Partei vier Kandidaten und erreichte 0,29 % der Stimmen. Im Jahr 2012 ging die Partei in der Antigua Labour Party auf.